# Kesswil
Kesswil est une commune suisse du canton de Thurgovie, située dans le district d'Arbon.
Localisée au bord du lac de Constance, des maisons à colombages du XVIIe siècle y ont été conservées.

Photo aérienne (1957).

## Personnalités
- Carl Gustav Jung y est né le 26 juillet 1875, il était le fils du pasteur.